# Karl Heinz Ruppel
Karl Heinz Ruppel (auch Karl Heinrich Ruppel; * 5. September 1900 in Darmstadt; † 8. September 1980 in München) war ein deutscher Literatur- und Theaterkritiker.

## Leben und Wirken
Ruppel studierte an den Universitäten Frankfurt, Freiburg und München Literatur-, Kunst- und Musikwissenschaft. Als Zwanzigjähriger schrieb er seine ersten Kritiken im Hessischen Volksfreund und für die Neue Badische Landeszeitung, ab 1925 für Zeitschriften wie Deutsche Kunst und Dekoration und Innendekoration, und ab 1926 war er Redakteur beim Tage-Buch. Außerdem gehörte er zu den ständigen Mitarbeitern der Wiener Musikblätter des Anbruch und der Neuen Rundschau. Von 1928 bis 1944 arbeitete er für die Kölnische Zeitung, während der Zeit des Nationalsozialismus in deren Berliner Redaktion. Nach dem Zweiten Weltkrieg war er zunächst Dramaturg und Spielleiter, von 1947 bis 1950 Schauspieldirektor des Staatstheaters Stuttgart. Danach arbeitete er als Theaterkritiker für die Süddeutsche Zeitung. Ruppel bearbeitete auch Libretti für Opern und schrieb 1956 ein Ballettlibretto Theseus im Labyrinth (Musik: Marcel Mihalovici, Op. 73).

## Auszeichnungen
- 1966: Johann-Heinrich-Merck-Preis für literarische Kritik und Essay[3]

## Werke
- Berliner Schauspiel. Paul Neff Verlag, Wien-Berlin 1943.
- Musica Viva. Nymphenburger, München 1959.
- Musik in unserer Zeit. Eine Bilanz von zehn Jahren. Prestel, München 1960.
- Musiker der Gegenwart. Komponisten, Dirigenten, Solisten. Mohn, Gütersloh 1962.
- Großes Berliner Theater [1935–1943]. Gründgens, Fehling, Müthel, Hilpert, Engel. Hannover, Friedrich, 1962.
- Große Stunden der Musik. Paul List Verlag, München 1975.